# Фолькер Фрід
Фолькер Фрід (нім. Volker Fried, 1 лютого 1961) — німецький хокеїст на траві.
Олімпійський чемпіон 1992 року, срібний призер 1984, 1988 років, учасник 1996 року.